# Skogsö grund
Skogsö grund är skär i Åland (Finland). De ligger i Ålands hav eller Skärgårdshavet och i kommunen Jomala i landskapet Åland, i den sydvästra delen av landet. Öarna ligger nära Mariehamn och omkring 280 kilometer väster om Helsingfors.
Arean för den av öarna koordinaterna pekar på är 2 hektar och dess största längd är 220 meter i sydöst-nordvästlig riktning. Närmaste större samhälle är Mariehamn, 6,0 km norr om Skogsö grund.